# Hillsboro (Virgínia)
Hillsboro é uma cidade  localizada no estado norte-americano de Virginia, no Condado de Loudoun.

## Demografia
Segundo o censo norte-americano de 2000, a sua população era de 96 habitantes.
Em 2006, foi estimada uma população de 130, um aumento de 34 (35.4%).

## Geografia
De acordo com o United States Census Bureau tem uma área de
0,2 km², dos quais 0,2 km² cobertos por terra e 0,0 km² cobertos por água.

## Localidades na vizinhança
O diagrama seguinte representa as localidades num raio de 16 km ao redor de Hillsboro.